# Ukaimeden

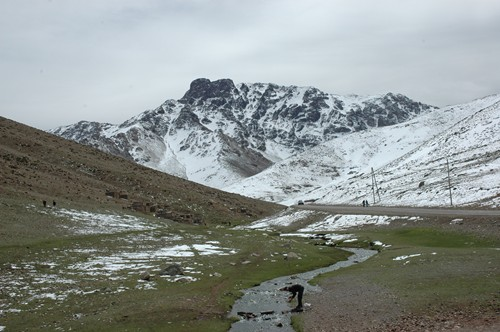
Ukaimeden

Ukaimeden (amazic en caràcters llatins: Ukayemdan; amazic en alfabet tifinagh: ⵓⴽⴰⵢⴻⵎⴷⴰⵏ) és una estació d'esquí a les muntanyes de l'Atles prop de Jebel Toubkal, a uns 80 quilòmetres de Marràqueix, al Marroc. És la principal estació d'esquí del Marroc.
L'Ukaimeden és un cim arrodonit que culmina a 3.273 m altitud i forma part de la serralada de l'Alt Atles. Des del cim, es pot observar una bonica perspectiva de la muntanya més alta de la serralada de l'Atles, el Toubkal. El domini esquiable, situat entre 2.500 i 3.200 m, és el més ben equipat i amb més neu de tot el Marroc.

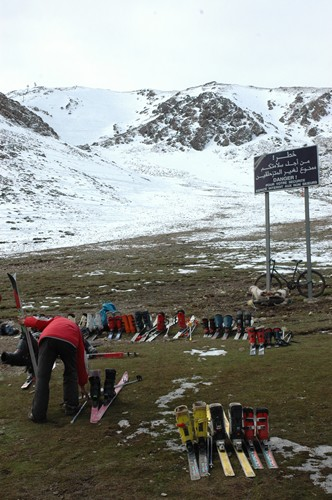
Lloguer d'esquís a prop del telecadira

Cobreix aproximadament 300 hectàrees que es concentren en el flanc nord de l'Ukaimeden. Recentment, s'ha construït un telecadira que et permet baixar per unes pistes més aviat curtes. La neu hi és abundant de manera normal des de novembre fins a finals de març.
A l'esplanada, hi ha alguns hotels i instal·lacions de lloguer d'esquís que, quan la neu ho permet, veuen l'aigua d'un embassament que tanca la vall.
L'indret ha estat popular entre els marroquins rics durant molts anys i ha esdevingut una de les destinacions d'hivern més elegants del país, sempre tenint en compte que és un escenari africà. Per la seva proximitat a Marràqueix, amb un accés relativament fàcil des de la ciutat, i per les seves opcions de fora pista, també s'hi poden trobar esquiadors europeus.
Hi ha certa coexistència de rites, tradicions i drets d'ús dels pastos berebers que reconeixen els drets del règim de l'agdal, l'art rupestre, els túmuls i altres restes arqueològiques disperses en el paisatge de Oukaïmeden. Es dona un cert equilibri a la vall entre tradició i modernitat, malgrat al declivi progressiu de les formes de vida tradicionals.